# Црвена дуга
Црвена дуга (лат. Glossolepis incisus) је зракоперка из реда Atheriniformes и фамилије Melanotaeniidae. Врсту је открио Макс Вебер између 1890. и 1907. Гаји се као акваријумска риба.

## Опис животиње
У природи достижу дужину око 15 цм, али када се гаји у акваријуму нешто је мања; расте до 12 цм. Тело је витко и бочно спљоштено са два дорзална пераја веома близу једно другом. Код ове врсте је приметан полни диморфизам, који се огледа у облику тела и у боји. Тело одраслих мужјака је нешто шире и заобљеније. Глава тако изгледа мања са крупним очима. Мужјаци су црвеножути са преливима. Неки од тих прелива су са сребрним одсјајем. Доминантни мужјак има најизраженију боју. Женке су слабије обојене, а иначе су жутомаслинасте са златним преливом. Имају и нијансу црвене боје, али се она види тек пажљивијим посматрањем. Пераја су им безбојна. Оне су пре свега месоједи и хране се мравима и другим инсектима са копна, који случајно заврше у води, али и њиховим ларвама и мањим раковима. У недостатку те хране, јешће алге, полен и меко семење.

## Мрест
Мрест се дешава од октобра до децембра сваке године, а икру избацују по мало сваког дана. Код гајених риба током генерација се губи ово понашање и мресте се најчешће током читаве године. Пре мреста мужјак добија интензивну боју и тера супарнике са места који је одредио за тај процес. Женка ће прихватити удварање тек када процени да неће бити ометања. Мужјак обиграва око женке и доводи је до места за мрест. Женка може да избаци од 100 до 150 јаја у виду гроздова. Мужјак их оплођава и покретима тела је разбацује, тако да се лепи по околним биљкама.

## Ареал и станиште
Ареал врсте је ограничен на једну државу, индонежански део Нове Гвинеје. Станиште врсте је језеро Сантани и може се наћи у приобалном делу.

## Угроженост
Ова врста се сматра рањивом у погледу угрожености врсте од изумирања.

## Акваристика
Док су младе ове рибе или имају слабо изражене боје или их уопште немају. Боја се јавља тек касније. То је разлог зашто их неискусни акваристи избегавају. Боју добијају када нарасту до 5 цм, а пуну обојеност, која брзо следи, стичу са седам до осам центиметара. Међутим, боја варира од исхране и услова у акваријуму. Ово су мирне рибе које су радознале и добро се слажу са другим врстама у акваријуму, осим ако их не нападају и ако нису мање од њих, јер им могу бити могућа храна. С обзиром да повремено настају сукоби мужјака око преузимања доминације, пожељно је имати по две женке на једног мужјака, како би били заузети удварањем. Ти сукоби, наиме, могу да буду озбиљни, али су ретки. Најчешће се борба своди на шепурење и одмеравање. Препорука је и да се гаји група ових риба и да акваријум буде већи, дугачак бар дванаест дециметара и затворен, како би се спречило случајно искакање. У њему би требало да има много биљака са уским лишћем, као и јаванске маховине која им дочарава природно станиште и значајна им је за мрест. Ипак, биљке не би смеле да им онемогућавају пливање. С обзиром да ове рибе не воле јако светло, потребне су оне биљке којима не смета слабије осветљење или да буду флотантне. Додатни проблем је тешкоћа проналажења биљака јер је понуда врста са њиховог станишта ограничена. Квалитет воде није одлучујући, али је битно да она буде чиста и са много кисеоника. Ова толеранција на квалитет воде указује да су прилично отпорне, чак и на болести. Не подносе амонијак и нитрате и на ове супстанце реагују стресањем и чешкањем о биљке и декорацију. Идеална температура воде је између 22 и 28°C. Веома су алаве и лако их је хранити. Прихватају сваку храну и она треба да буде разноврсна. Иако су ово рибе горњег и средњег дела акваријума, јешће и храну са дна. Узимају све што им личи на храну, а ако им се не допадне испљунуће, мада се то ретко дешава. Дешава се да при нередовној исхрани чепркају мекано лишће биљака, али ће оне пре свега јести алге са њих. Такође се дешава и да при жељи да се нахране искачу из акваријума. Уколико су услови повољни, рибе ће бити лепо обојене, живахне и мрестиће се. Након мреста, потребно је изоловати биљку са залепљеном икром у посебан акваријум. Ове рибе нису канибали, али јаја могу да угрожавају друге врсте у акваријуму. Младе рибе ће се развити након недељу до десет дана на температури од 24 до 28°C. Споро напредују и у почетку је најбоље хранити их малим црвима и артемијом.